# Приключенческая игра
Приключенческая игра (англ. adventure game) или квест (от англ. quest) — один из основных жанров компьютерных игр, представляющий собой интерактивную историю с главным героем, управляемым игроком. Важнейшими элементами игры в жанре квеста являются собственно повествование и исследование мира, а ключевую роль в игровом процессе играет решение головоломок и задач, требующих от игрока умственных усилий. Такие характерные для других жанров компьютерных игр элементы, как бои, экономическое планирование и задачи, требующие от игрока скорости реакции и быстрых ответных действий, в квестах сведены к минимуму или вовсе отсутствуют. Игры, объединяющие в себе характерные признаки квестов и жанра action, выделяют в отдельный жанр — action-adventure.

## Терминология
Англоязычное название adventure game восходит к первой игре жанра, Colossal Cave Adventure, и должно пониматься как «игра, подобная Adventure», хотя современные игры могут сильно от неё отличаться.
В русском языке до середины 1990-х активно использовался жаргонизм «адвентю́ра». Со временем появилось и закрепилось наименование «квест», которое изначально также было именем собственным и использовалось в названии популярных игр этого жанра, разработанных компанией Sierra On-Line: King’s Quest, Space Quest, Police Quest. Бывший главный редактор Game.EXE Игорь Исупов утверждал, что термин «квест» в разговорный русский язык ввела Наталья Дубровская, которая в 1996—1999 годах курировала посвящённый этому жанру раздел журнала.

## Виды приключенческих игр

### Текстовые приключения
Первые приключенческие игры — Colossal Cave Adventure, Hunt the Wumpus и коммерческая Zork — были текстовыми и использовали парсеры (интерпретаторы вводимого игроком текста), основанные на управляющих глаголах. С развитием компьютерной техники и графических подсистем текстовые игры были вытеснены более наглядными и удобными в управлении (но и намного более ограничивающими возможности игрока) графическими квестами.
Позднее любители текстовых игр возродили жанр interactive fiction (иногда именуемый «текстовым квестом»), создав виртуальные машины для работы с файлами различных игр. Примером подобной игры является браузерная игра Tale.
В настоящее время чаще всего текстовые квесты встречаются в качестве мини-игр в составе выпускаемых крупных игр.

### Графические квесты
Первые графические квесты появились ещё для 8-битных домашних компьютеров в начале 1980-х. Однако по-настоящему «графическими» они стали лишь в тот момент, когда произошёл отказ от текстового интерфейса и переход к так называемому «point-and-click» (то есть управлению с помощью указателя посредством стрелок клавиатуры, джойстика или мыши), появившемуся в 1985. Одними из популярных игр этого поджанра являются серии игр Monkey Island и Space Quest.

### Квесты-головоломки
В квестах-головоломках (англ. puzzle adventure game) во главу угла ставится решение каких-либо логических задач, загадок, например, в виде различных механизмов, доступных для обследования игроком; при этом число загадок очень велико, а повествование может быть схематичным или вовсе отсутствовать. Ярким представителем поджанра является игра Myst (1993), и более поздние квесты-головоломки, подражающие ей, описывались игровыми обозревателями как «Myst-образные» квесты.
Один из подвидов поджанра квестов-головоломок является «выход из комнаты», в котором перед игроком стоит задача вывести персонажа из запертого помещения, пользуясь какими-либо находящимися в комнате предметами.

### Визуальные романы
Визуальный роман (яп. ビジュアルノベル бидзуару нобэру) — характерный для Японии подвид текстового квеста, в котором развертываемая в виде текста история сопровождается статичными, реже анимированными изображениями. Степень интерактивности в таких играх обычно низка, и от зрителя лишь изредка требуется сделать определённый выбор с помощью меню, в частности — выбрать вариант ответа в диалоге. Визуальные романы крайне популярны в Японии, занимая значительную часть рынка японских игр для PC. Популярные визуальные романы часто становятся основой для экранизации в виде аниме или выпуска манги.

### Симуляторы ходьбы

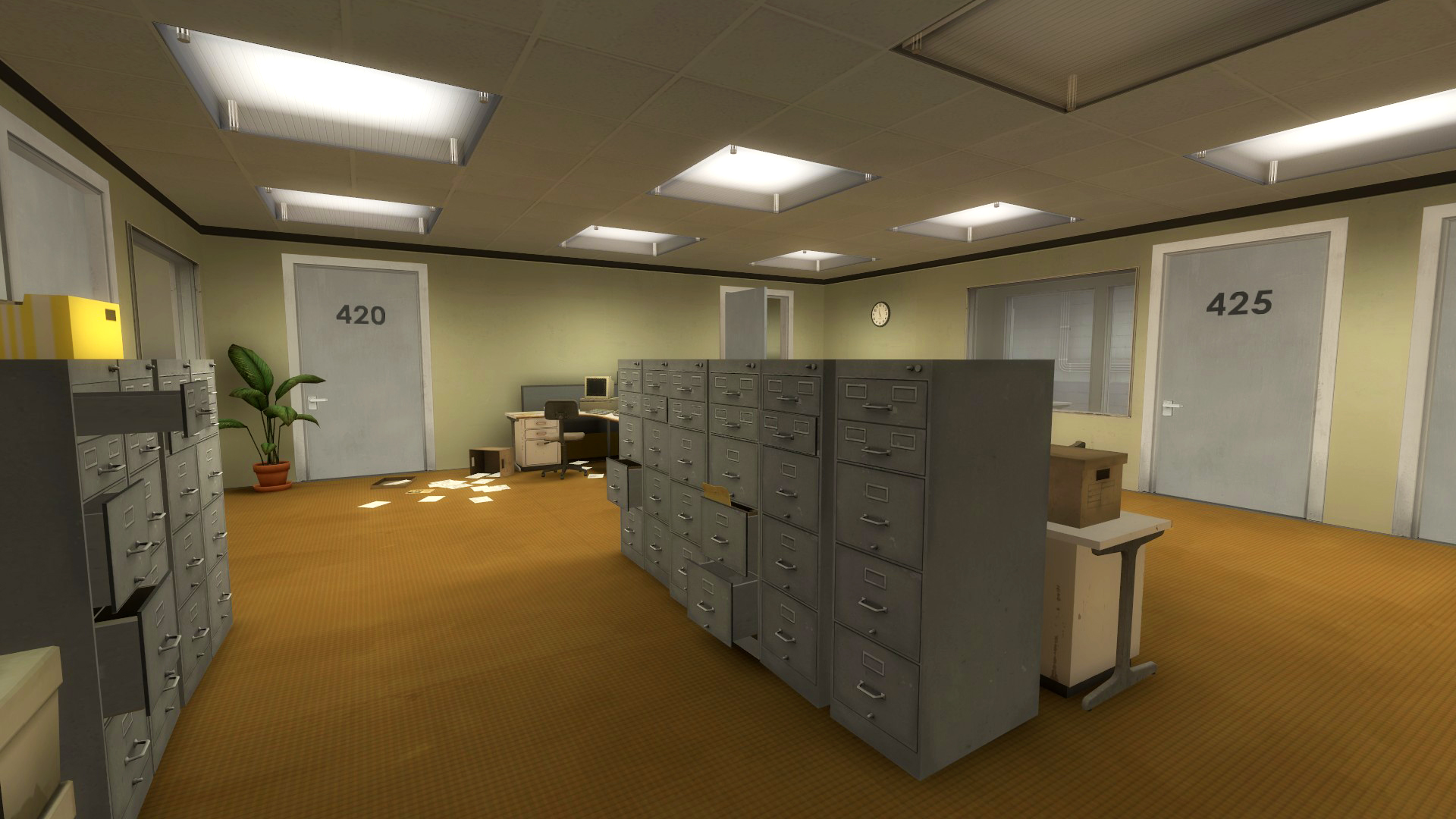
В The Stanley Parable (2013) игроку позволяется лишь передвигаться и взаимодействовать с небольшим количеством предметов.

Термин «симулятор ходьбы» описывает игры-повествования с намеренно упрощенным геймплеем, где во главу угла поставлены декорации, атмосфера и история. Выражение «симулятор ходьбы» первоначально использовалось как уничижительное, подчеркивающее примитивность игрового процесса в подобных играх, но со временем стало нейтральным и приемлемым. Такие игры могут и не причислять к жанру квестов — в них зачастую отсутствуют головоломки и иные характерные для жанра элементы. Часто в таких играх даже невозможно проиграть — они предлагают игроку просто перемещаться по миру игры и искать интересные объекты наподобие книг, аудиозаписей и тому подобного, позволяющие продвинуться дальше по повествованию. К числу игр такого типа принадлежат Gone Home, Dear Esther, Yume Nikki, Firewatch, Thirty Flights of Loving и What Remains of Edith Finch.

## История развития

### Текстовые приключения
Первые «прародители» квестов появились в начале 1970-х, когда программист и спелеолог Уильям Краудер — как принято ныне считать, один из основателей жанра приключенческих игр — разработал программу под названием Colossal Cave Adventure для ЭВМ марки PDP-10. Интерфейс игры был текстовым, а сюжетом — похождения героя в большой пещере. Позже игра была доработана и расширена Доном Вудсом. Colossal Cave Adventure быстро распространилась по ARPANET и стала популярной, породив множество подражаний и продолжений, которые впоследствии распространились повсеместно.
В ноябре 1980 года вышла игра Zork I: The Great Underground Empire для PDP-11, разработанная компанией Infocom. Для этой игры было разработано специальное программное обеспечение (считающееся одним из первых игровых движков) под названием ZIL (англ. Zork Implementation Language, Язык реализации игры Zork), с помощью которого специальная виртуальная машина (Z-machine) могла запускать стандартизированные «файлы историй» практически на различных платформах. Благодаря широкому распространению на различных платформах серия Zork стала одной из самых популярных серий текстовых приключенческих игр.
Игры Infocom считаются классикой жанра interactive fiction, а период активности Infocom считается «золотым веком» такого рода игр.
Первые приключенческие игры были исключительно текстового содержания, и графика в них не использовалась из-за технических ограничений компьютеров. В таких играх к основным задачам игрока относились: установление диалога с игровым миром, исследование словарного запаса программы; и далее с накоплением опыта диалога с игрой, решение встроенных в игру логических головоломок и задач. Пользователь исследовал игру как чёрный ящик, изучение понятного для него языка диалога и, как следствие, получение желаемого результата (поиск новых локаций, прохождение игры и др). Диалог происходил с помощью текстового ввода сообщений: например, чтобы пойти на север, игрок мог ввести два слова «GO NORTH» (с англ. — «на север»). Если в руках у героя была свеча (англ. candle), то он мог её бросить (англ. drop) на пол, и для этого нужно было ввести «DROP CANDLE». При этом программа понимала не все слова, а игрок не всегда знал словарь программы, и ему приходилось его исследовать самостоятельно.

### Графические квесты

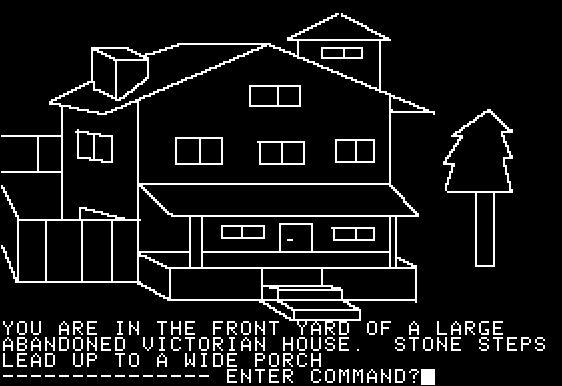
Игра Mystery House для Apple II стала первым квестом, использующим графические возможности домашних компьютеров.

Развитие вычислительной техники и появление домашних компьютеров, отличающихся развитой графической системой (таких, как Apple II) послужило толчком к появлению индустрии компьютерных игр. Соответственно, жанр квестов также получил дальнейшее развитие. Квесты приобрели первые графические иллюстрации происходящего, которые поначалу были чисто декоративными. Зачастую графика была примитивной (например, векторная с заливкой) и это не требовало больших расходов памяти. Игрок по-прежнему управлял действиями персонажа, вводя последовательности команд на клавиатуре, а изображение было статичным и служило только для стимулирования воображения играющего.
Первые дискуссии о целесообразности применения графики в приключенческих играх относятся к 1983—1984 годам. Основным аргументом сторонников графики был: «Ничего в этом страшного нет, поскольку с одной стороны игры становятся привлекательнее, а расход памяти на графику компенсируется тем, что можно сэкономить на текстовом описании локаций». Противники этого подхода предупреждали, что усиление роли графики может привести к упрощению игр и к вырождению жанра, но технически графическое улучшение выглядело прогрессивно. Со временем сторонники графики победили и начали постепенно вытеснять текстовые игры.
Следующим этапом развития приключенческих игр стало изменение интерактивного взаимодействия игрока с виртуальным миром, когда вместо текстового ввода игрок мог кликнуть в некоторую область экрана мышью и получить результат — герой двигался в указанную точку, использовался указанный предмет и т. д. Так отпала необходимость в текстовом описании локаций — игрок мог «прощелкать» по всем объектам на экране и получить комментарий-описание что это такое.
К началу 1990-х годов адвентюры полностью изменились по сравнению с их оригинальными предшественниками начала 1980-х. Постепенное упрощение интерфейса привело к тому, что все многообразие глаголов (идти, взять, поговорить, положить и т. д.) свелось к одному слову «использовать»: «принять аспирин» → «использовать аспирин», «открыть дверь» → «использовать ключ на двери». Играть в такие игры стало проще, но была утрачена цель первых классических адвентюр — «установление контакта с программой и исследование её словаря». Следствием стало то, что упрощение стало влиять на логику игровых механик. Если у игрока оказывалось ограниченное число предметов и малое число команд, то он для прохождения перебирал все возможные варианты. Для того, чтобы сохранить простоту и сформировать новый игровой вызов, в игры стали добавлять элементы Action. Например, в игре Indiana Jones and the Fate of Atlantis в одном из эпизодов нужно похитить каменный диск прямо из-под носа у его владельца. Для этого нужно выключить свет, надеть на голову простыню, включить фонарик и изобразить из себя привидение, и пока оцепеневший от ужаса хозяин будет в шоке, нужно незаметно стащить диск. Как следствие, смещение в сторону экшен и дальнейшее развитие в этом направлении стало стимулировать появление игр жанра приключенческий боевик.
К первой половине 1990-х изменения коснулись в основном улучшения реалистичности, что делалось более широком применении видео и звуковых технологий. Игры стали больше напоминать интерактивное кино, и для них стали привлекать профессиональных актёров.
Одной из первых графических приключенческих игр считается Mystery House, выпущенная в 1980 году супругами Кеном и Робертой Уильямс, впоследствии основавшими компанию Sierra. Их игра была создана под влиянием Colossal Cave Adventure, и в новой игре графика использовалась для того, чтобы игрок мог лучше погрузиться в атмосферу таинственного дома. Благодаря этой и последующим играм Sierra в приключенческих играх произошёл основополагающий переход от первого лица к третьему, благодаря чему появился главный герой как персонаж, обладающий своим характером. До 1998 года компанией был выпущен ряд квестов и их серий, среди которых King's Quest, Space Quest, Leisure Suit Larry, Police Quest, Quest for Glory.
Одну из ключевых ролей в изменении интерфейса сыграла компания LucasArts. Несмотря на господство в 1987 году Sierra в жанре, Рон Гилберт совместно с другими программистами из компании Lucasfilm Games (подразделения Lucasfilm), создал скриптовый движок SCUMM, ставший основой для квестов LucasArts последующего десятка лет. Революционность основывалась на одном решении — отказ от текстового интерфейса и переход к полностью интерактивному графическому окружению. Игрок больше не оперировал набором команд, вводимых с клавиатуры, а работал с участками изображения — предметами в инвентаре и нарисованными объектами в игровом мире.
Дополнительно LucasArts использовала свой новый подход в жанре, когда игрок не должен был попадать в ситуацию тупика или неверных действий, из-за которого приходилось начинать игру заново. Помимо этого, произошёл отказ от показа прогресса прохождения игры (что было в играх Sierra). Рон Гилберт, идейный вдохновитель данного подхода, в 1989 году написал в журнале The Journal of Computer Game Design статью Why Adventure Games Suck (с англ. — «Почему приключенческие игры — отстой?»), в которой описал плохие геймдизайнерские решения, связанные с разработкой приключенческих игр. На протяжении десятилетия движок SCUMM пережил 8 версий, пока в 1998 году на смену ему не пришёл трёхмерный движок GrimE, разработанный для создания игры Grim Fandango.

### Золотой век и упадок квестов
Соперничество двух крупнейших производителей квестов — Sierra On-Line и LucasArts благотворно сказывалось на самом жанре. В период с 1990 по 1998 год были выпущены лучшие игры из основных серий обеих компаний.
В очередной раз технический прогресс благотворно сказался на жанре компьютерных игр — с появлением звуковых карт появилась первая музыка, соответствующая атмосфере игры, а также озвучивание действий и событий. А с появлением таких ёмких носителей информации, как компакт-диск, стало возможным озвучивание диалогов персонажей.
Благодаря всему этому этот отрезок времени принято считать золотой эпохой графических квестов.
Однако появление первых графических акселераторов, а вслед за ними и первых трёхмерных игр послужило закатом эпохи квестов. Рынок требовал игры, демонстрирующей все возможности новых компьютеров.
Попытки сделать трёхмерные квесты имели лишь ограниченный успех, от такого внедрения технологии было больше вреда, чем пользы. В большинстве трёхмерных квестов был вид от третьего лица, и низкополигональные персонажи изображались поверх неподвижного двумерного фона. Неудачно расположенные (нередко неподвижные) точки обзора («камеры») дезориентировали игрока. Кроме того, с отказом от удобного и ставшего привычным режима point-and-click (с англ. — «укажи и щёлкни») играющему приходилось управлять персонажем с помощью стрелок клавиатуры, наблюдая зачастую, как тот бежит на месте, натолкнувшись на препятствие или невидимую стену. Существовали, правда, и полностью трёхмерные квесты с видом от первого лица.
Многие поклонники таких классических квестов, как Day of the Tentacle и Space Quest, не смогли принять эти трёхмерные новшества, а любители спецэффектов, как и прежде, обходили «занудные квесты» вниманием, предпочитая им всё более реалистичный 3D action и набирающий популярность жанр RPG. Испытывавшая финансовые трудности Sierra On-Line продала своё подразделение по производству приключенческих игр, а LucasArts переключилась на более прибыльные игры, посвящённые сражениям во вселенной Звёздных войн.

### Активные приключенческие игры
После того как доминирование классических квестов в стиле «point-and-click» стало историей, рынок заняли приключенческие боевики — игры, основанные на реакции игрока на внезапные события. Перейдя на трёхмерный графический интерфейс, внеся элементы неожиданности и соответствующую атмосферность, такие игры стали доминирующим поджанром приключенческих игр.
Отказ от сложных головоломок и долгих раздумий в пользу быстро сменяющихся действий позволил играм такого рода выйти на рынок видеоконсолей, что способствовало дальнейшей популяризации этого жанра.
Отличительной чертой данного направления является атмосферность, заставляющая игрока погрузиться с головой во вселенную игры, будь то таинственный дом, полный ужасов, заброшенная научная лаборатория или город-призрак.
Наиболее яркими играми в этом жанре являются: Fahrenheit, Heavy Rain, The Last Express, почти все игры жанра survival horror, например Penumbra, Amnesia.